# L'Enfant aveugle 2
Pour plus de détails, voir Fiche technique et Distribution.
L'Enfant aveugle 2 (Herman Slobbe) est un court métrage documentaire néerlandais en noir et blanc de Johan van der Keuken réalisé en 1966. Le film dure 29 minutes et a été tourné en 16 mm.
Le cinéaste y reprend le thème de la cécité, déjà évoquée dans un précédent essai, L'Enfant aveugle (1964), mais il se consacre cette fois à un seul personnage, celui de Herman Slobbe, qu'il avait rencontré lors de ce précédent court métrage. Malgré les apparences qu'en donne le titre français, ce n'est toutefois pas une suite au sens strict.
Le cinéaste travaille sur un effet de double énonciation et de distanciation en donnant un micro à l'adolescent : celui-ci devient ainsi le reporter, la voix du film ainsi que son sujet lui-même. Passionné de sons, le garçon déambule dans la foule d'un circuit automobile, entouré du bruit, traquant les sons, cherchant leur unité et sa place au milieu d'eux, avec cette question : comment appartenir au monde, si je ne le vois pas ?

## Fiche technique
- Titre original : Herman Slobbe
- Réalisation : Johan van der Keuken
- Scénario :  Johan van der Keuken
- Montage : Johan van der Keuken
- Société de production : VPRO
- Pays de production :  Pays-Bas
- Genre : documentaire
- Durée : 29 minutes